# Jardin Lecoq
Le jardin Lecoq , aussi appelé jardin des plantes de Clermont-Ferrand, est un jardin public français situé dans le centre-ville de Clermont-Ferrand. Il couvre une superficie de cinq hectares.

## Situation

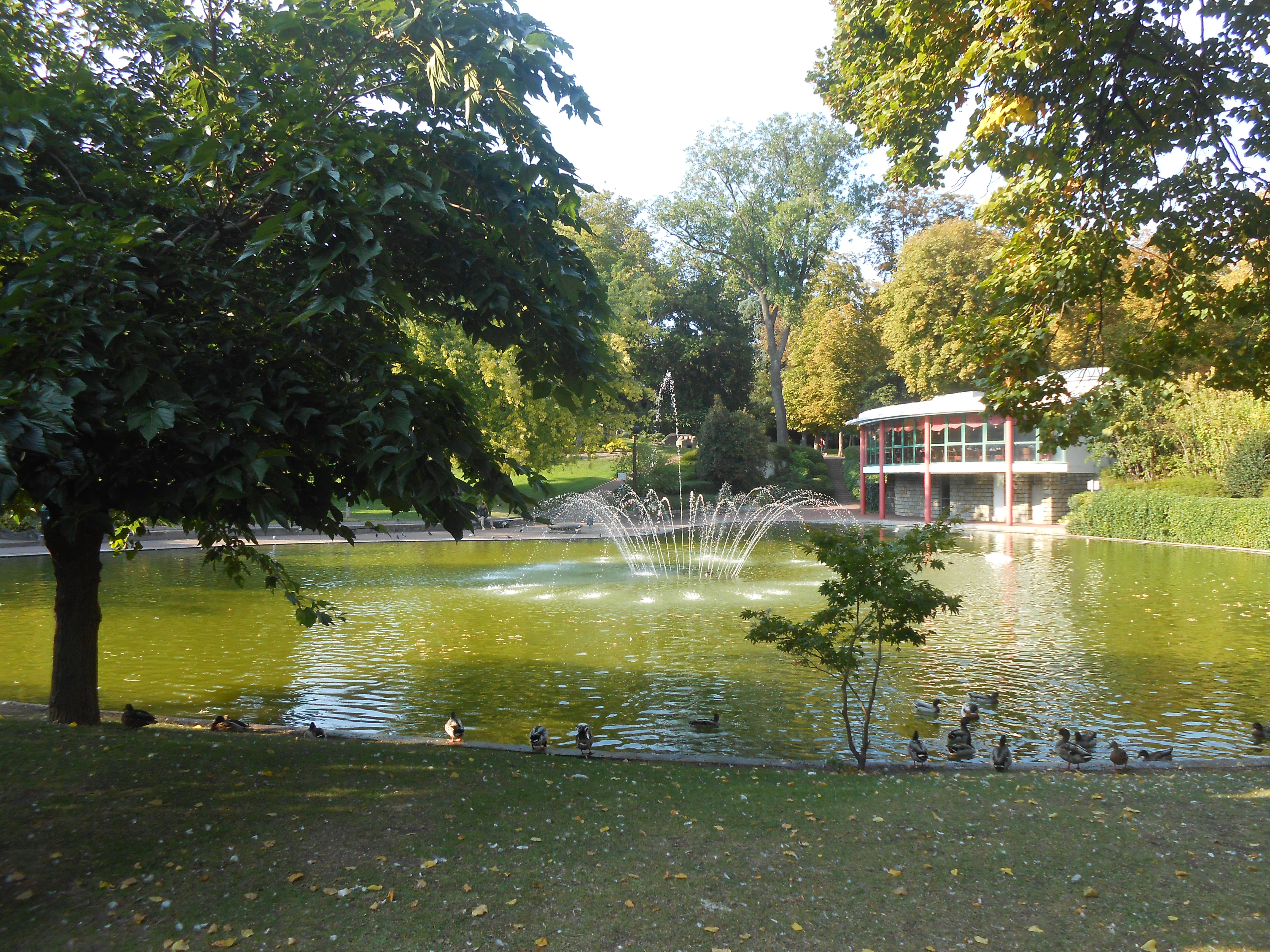
Bassin du jardin Lecoq - partie nord ; restaurant.

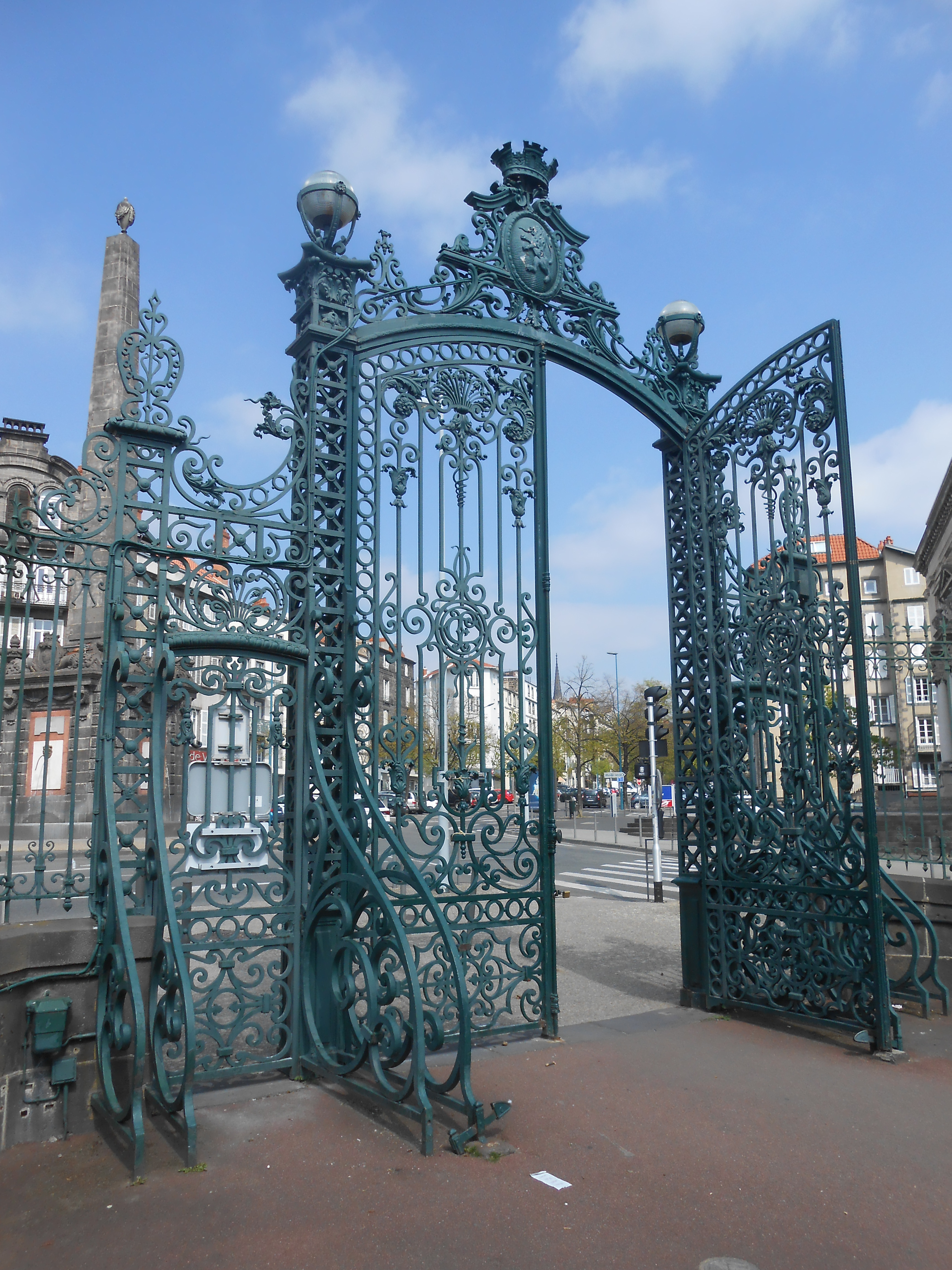
Portail du Jardin Lecoq à l'angle de la rue Ballainvilliers et du boulevard Lafayette.

Le jardin se situe au sud du centre ancien de Clermont-Ferrand, en contrebas du plateau central. Il est délimité par le boulevard Lafayette (au nord), l'avenue Vercingétorix (à l'ouest), le boulevard François-Mitterrand (au sud) et le cours Sablon (à l'est).
Il se trouve à proximité des facultés de lettres, de sciences humaines, de droit, de la bibliothèque universitaire Lafayette, du musée Bargoin, du museum Henri-Lecoq et de la bibliothèque du Patrimoine. Les bâtiments du Rectorat bordent le parc.

## Histoire

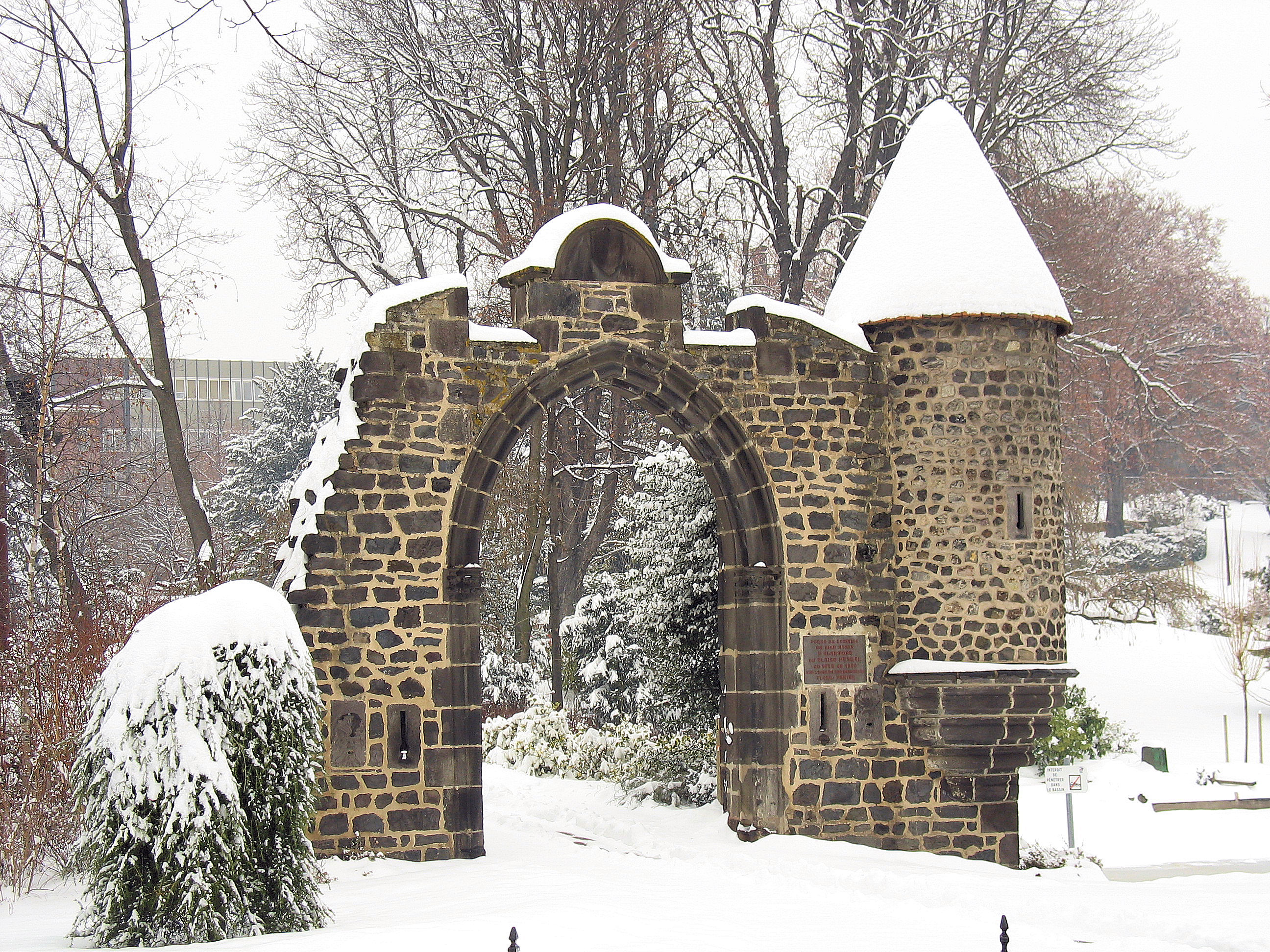
Le jardin Lecoq sous la neige.

En 1769 l'abbé Antoine Delarbre , un naturaliste, botaniste et géologue, proposa à la ville de créer et d’administrer un jardin botanique. Celui-ci fut créé en 1781, il se situait alors vers la porte de Saint-Esprit ; il fut déplacé plusieurs fois. Vers 1800 il trouva son emplacement définitif dans l'enclos des Charitains. En 1807, l'abbé Paul-François Lacoste devint le 2e administrateur. En  1821 ce fut Henri Lecoq, pharmacien et professeur de minéralogie, qui prit la direction du jardin botanique.
En 1862, le paysagiste Paul de Lavenne de Choulot, proposa à Henri Lecoq de réorganiser le jardin sur un nouveau plan. La tenue à Clermont du concours régional et de l'exposition horticole entre le 2 mai et le 30 novembre 1863 servit d’argument pour obtenir les crédits nécessaires à la réalisation du projet. Les travaux furent exécutés en trois mois par l'ingénieur du département Guyot sous la direction d’Henri Lecoq. La grotte en roches volcaniques a été réalisée lors de ces travaux, la maison du gardien quant à elle a été construite entre 1868 et 1870. C’est en 1877 que François-Louis Jarrier édifia la passerelle métallique.
En 1871 le conseil municipal décida de donner le nom de Lecoq au Jardin des plantes. Son buste sculpté par Chalonnax fut inauguré en 1896. Il se trouve en face de la rue Bardoux qui à l’époque s’appelait « rue de l'Eclache ».
Émile Zola évoque le Jardin des Plantes de Clermont dans son roman « L’Œuvre » écrit en 1886. Son héroïne, Christine, y habite rue de l'Éclache avec ses parents.
Entre 1899 et 1909 on posa les imposantes grilles qui entourent le parc. Les cinq portails d'entrée ont été installés à différentes dates, celui situé du côté de la Pyramide date de 1906.
En 1912 on ajouta une roseraie et la pergola. La même année, le jardin botanique fut déplacé.
En 1915 on installa dans le jardin le porche et la tourelle d’angle du château de Bien-Assis. Ce château avait appartenu à Florin Périer, le beau-frère de Blaise Pascal qui y avait fait plusieurs séjours. Les éléments du château durent être démontés puis remontés pierre par pierre.
En 1924 on organisa des séances de cinématographe en même temps que des concerts .
En 1974, la direction du service des Espaces Verts, le jardin botanique et le service production des serres s’installent rue de la Charme.

## Les animaux du jardin

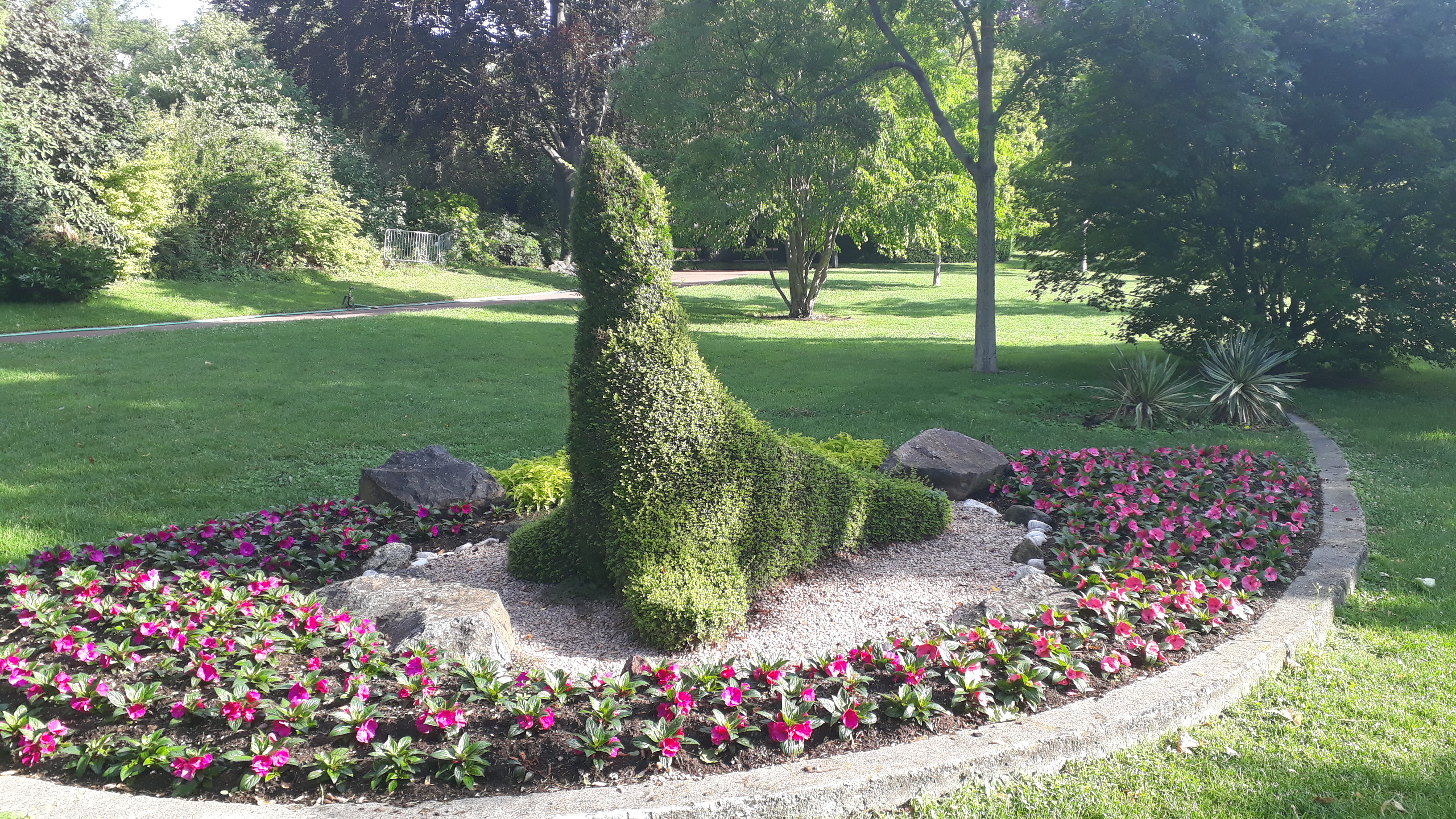
Sculpture végétale représentant l'une des otaries qui a longtemps été une habitante du parc.

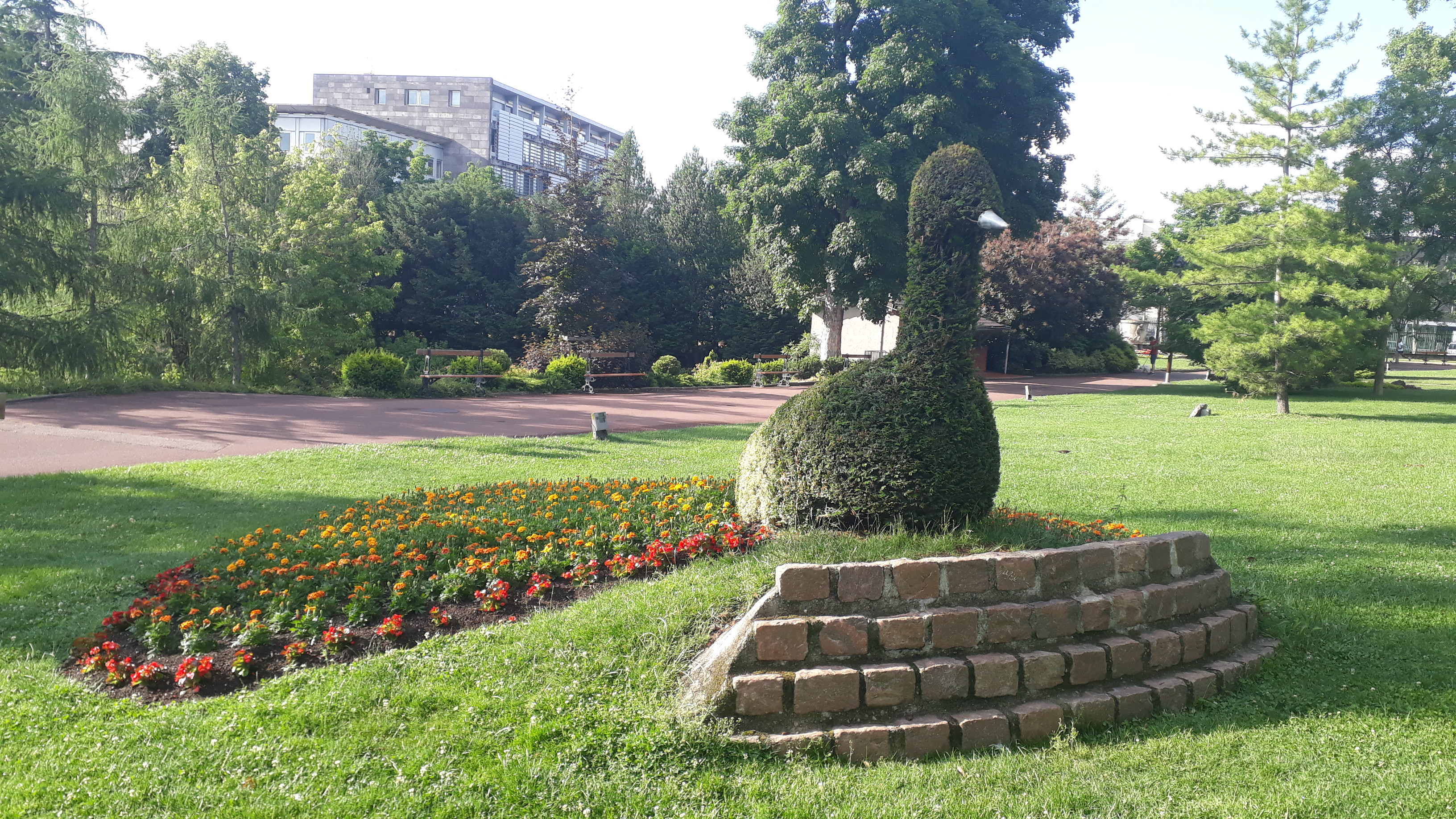
Sculpture végétale représentant un paon.

En 1952, le jardin  accueille un phoque moine de 200 kilos, capturé en Oranie. En 1962 le jardin accueille de nombreux pensionnaires : phoque capucin, singes, ragondins, cygnes, canards et daims. En 1971 sont installées deux otaries installées dans une fosse en plein cœur du jardin public. La femelle meurt en 1995 et à la mort du mâle en 1999 le bassin est démoli. En 2006, à la suite du plan départemental de lutte contre la pandémie grippale, les deux cygnes et dix-sept canards du Jardin Lecoq ont été confinés au Jardin Botanique de la Charme afin d’être protégés d’une éventuelle contamination par des oiseaux de passage.
Les sculptures végétales du Jardin Lecoq rappellent ces animaux. Une otarie, nez pointé vers le haut, a été placée au milieu d’un parterre de fleurs violettes. En suivant une allée de gravier rose on découvre une topiaire en forme de paon. Cette œuvre est installée sur une petite butte maintenue par un muret en pierres. Le corps de l'animal a été réalisé avec un seul arbuste qui forme le corps, le cou et la tête. Un cône métallique figure le bec. La queue de l'animal, posée au sol, est réalisée avec un parterre de fleurs orange et rouges sur le pourtour.

## Œuvres d’art

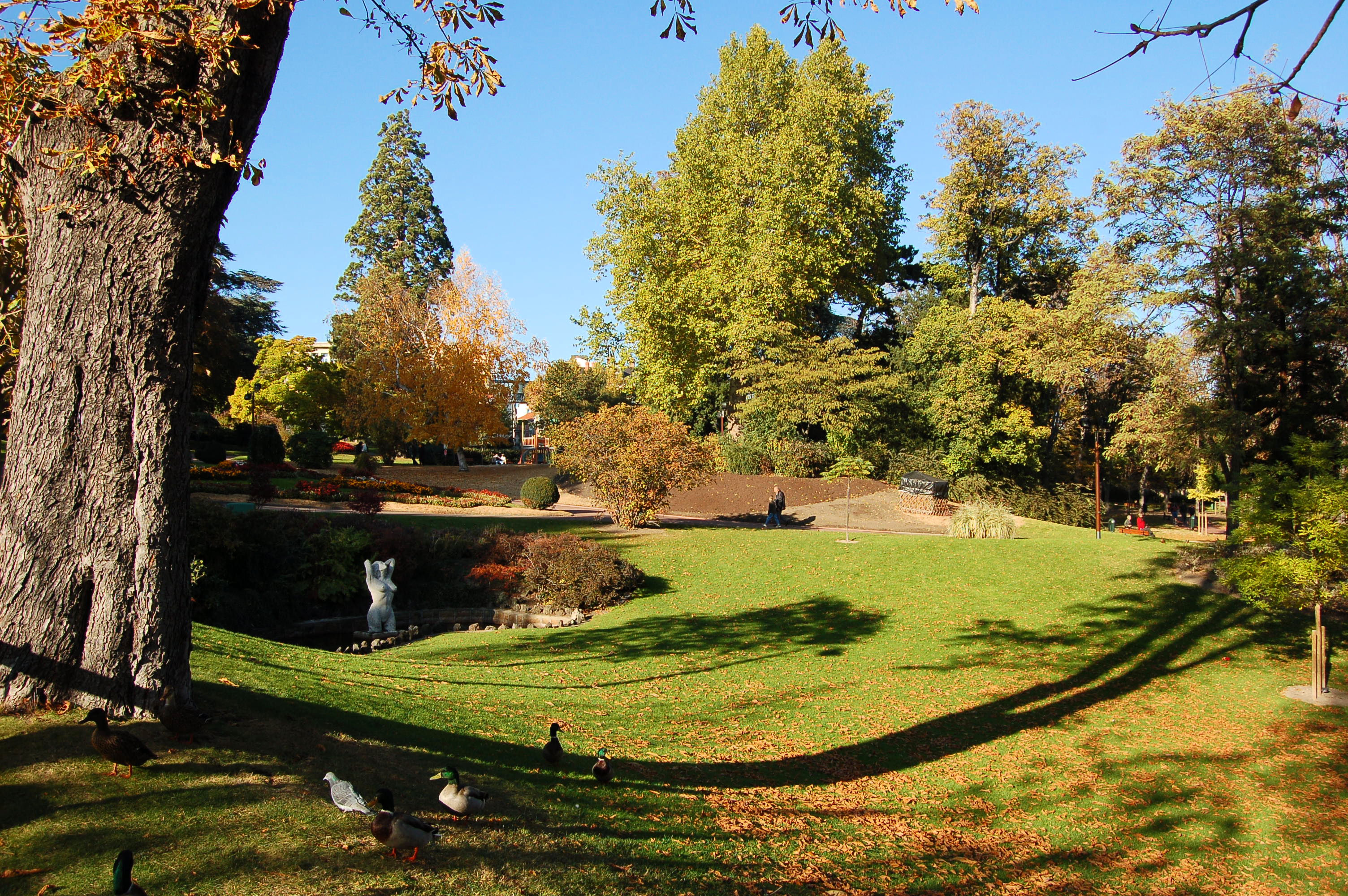
Le jardin et la sculpture de Jean-Paul Lesbre « Nu au bain »

En flânant dans le jardin le promeneur peut découvrir plusieurs œuvres d’art :  
- la Fontaine de Byblis et le buste de Pierre Alphonse Julien réalisés par Jean Camus en 1905
- le buste d'Henri Lecoq sculpté par Jean-Baptiste Chalonnax
- le buste de Philippe Glangeaud sculpté par Maurice Vaury[b]
- la sculpture de Ralph Stackpole installée en 1980 sous le cèdre de l’Atlas, à côté de l’ancien théâtre de verdure.
- la sculpture de Jean-Paul Lesbre nommée « Nu au bain » a été installée en 1987[3].